# Ника (кинопремия, 2013)
26-я церемония вручения наград национальной кинематографической премии «Ника» за 2012 год состоялась 2 апреля 2013 года в Московском государственном академическом театре оперетты. Лауреаты почётных наград и номинанты в состязательных категориях были объявлены на пресс-конференции 6 марта 2013 года.

## Специальные призы
Совет академии принял решение увековечить имя выдающегося режиссёра современности Алексея Германа и присвоить его имя Призу «За выдающийся вклад в отечественный кинематограф».
- Лауреатами первого Приза «За выдающийся вклад в отечественный кинематограф» имени Алексея Германа  стали выдающиеся мастера российского кино: лауреат Государственных премий, Народный артист России Вадим Юсупович Абдрашитов и лауреат Государственной премии, Заслуженный деятель искусств РСФСР Александр Анатольевич Миндадзе.
- Приз Российской академии кинематографических искусств в номинации «Честь и Достоинство» вручён выдающимся деятелям российского кино, чьи имена неразрывно связаны не только совместной плодотворной работой, но и всей жизнью: Народной артистке СССР Инне Михайловне Чуриковой и Народному артисту РСФСР Глебу Панфилову[1]. (Награды вручали Эльдар Рязанов, Лия Ахеджакова, Александр Ширвиндт и Михаил Швыдкой)

Также Совет Академии в этом году принял решение вручить:
- Приз «За вклад в кинематографические науки, критику и образование» историку кино, ведущему специалисту Госфильмофонда, художественному руководителю фестиваля «Белые столбы» Владимиру Юрьевичу Дмитриеву. (Награду вручал Гарри Бардин)[2]
- Специальный приз «За творческие достижения в искусстве телевизионного кинематографа» вручён режиссёру Сергею Владимировичу Урсуляку за телевизионный фильм «Жизнь и судьба». (Награду вручал Константин Райкин)

## Список лауреатов и номинантов
• Победители указаны первыми и выделены отдельным цветом. 
| Категории                                                                         | Лауреаты и номинанты |
| --------------------------------------------------------------------------------- | --- |
| Лучший игровой фильм награды вручал Андрей Кончаловский                           | • Фауст (режиссёр: Александр Сокуров, продюсер: Андрей Сигле) |
| Лучший игровой фильм награды вручал Андрей Кончаловский                           | • Белый тигр (режиссёр: Карен Шахназаров, продюсер: Карен Шахназаров) |
| Лучший игровой фильм награды вручал Андрей Кончаловский                           | • Дирижёр (режиссёр: Павел Лунгин, продюсеры: Павел Лунгин и Евгений Панфилов) |
| Лучший игровой фильм награды вручал Андрей Кончаловский                           | • Кококо (режиссёр: Авдотья Смирнова, продюсер: Сергей Сельянов) |
| Лучший игровой фильм награды вручал Андрей Кончаловский                           | • Орда (режиссёр: Андрей Прошкин, продюсеры: Сергей Кравец и Наталия Гостюшина) |
| Лучший фильм стран СНГ и Балтии награду вручали Владимир Зельдин и Вера Глаголева | • Вечное возвращение ( Украина, режиссёр: Кира Муратова, продюсеры: Олег Кохан, Валерий Кулик и Ореста Компанец)                                                                              |
| Лучший фильм стран СНГ и Балтии награду вручали Владимир Зельдин и Вера Глаголева | • Все ушли ( Грузия, Чехия, Россия, режиссёр: Георгий Параджанов, продюсер: Екатерина Филиппова)                                                                                              |
| Лучший фильм стран СНГ и Балтии награду вручали Владимир Зельдин и Вера Глаголева | • Если все ( Армения, режиссёр: Наталья Беляускене, продюсеры: Тереза Варжапетян и Микаел Погосян)                                                                                            |
| Лучший фильм стран СНГ и Балтии награду вручали Владимир Зельдин и Вера Глаголева | • Небеса — моя обитель ( Узбекистан, режиссёр: Аюб Шахобиддинов, продюсер: Агзам Исхаков) |
| Лучший фильм стран СНГ и Балтии награду вручали Владимир Зельдин и Вера Глаголева | • Одинокий остров ( Эстония, Белоруссия, Латвия, режиссёр: Пеэтер Симм, продюсеры: Гатис Упмалис, Энда Легметс и Иван Колб)                                                                   |
| Лучший неигровой фильм                                                            | • Антон тут рядом (режиссёр: Любовь Аркус) |
| Лучший неигровой фильм                                                            | • Да здравствуют антиподы! (режиссёр: Виктор Косаковский) |
| Лучший неигровой фильм                                                            | • Зима, уходи! (режиссёры: Алексей Жиряков, Денис Клеблеев, Дмитрий Кубасов, Аскольд Куров, Надежда Леонтьева, Анна Моисеенко, Мадина Мустафина, Зося Родкевич, Антон Серёгин и Елена Хорева) |
| Лучший анимационный фильм                                                         | • Бессмертный (режиссёр: Михаил Алдашин) |
| Лучший анимационный фильм                                                         | • Длинный мост в нужную сторону (режиссёр: Иван Максимов) |
| Лучший анимационный фильм                                                         | • Заснеженный всадник (режиссёр: Алексей Туркус) |
| Лучший анимационный фильм                                                         | • Пишто уезжает (альманах «Волшебный фонарь — 8») (режиссёр: Соня Кендель) |
| Лучший анимационный фильм                                                         | • Сказка про ёлочку (режиссёр: Мария Муат) |
| Лучшая режиссёрская работа награду вручал Андрей Смирнов                          | • Александр Сокуров за фильм «Фауст» |
| Лучшая режиссёрская работа награду вручал Андрей Смирнов                          | • Алексей Балабанов — «Я тоже хочу» |
| Лучшая режиссёрская работа награду вручал Андрей Смирнов                          | • Андрей Прошкин — «Орда» |
| Лучшая мужская роль награды вручал Иосиф Кобзон                                   | • Антон Адасинский — «Фауст» (за роль ростовщика (Мефистофеля)) |
| Лучшая мужская роль награды вручал Иосиф Кобзон                                   | • Максим Суханов — «Орда» (за роль митрополита Алексия) |
| Лучшая мужская роль награды вручал Иосиф Кобзон                                   | • Данила Козловский — «Духless» (за роль Макса) |
| Лучшая женская роль награду вручали Игорь Верник и Вадим Верник                   | • Роза Хайруллина — «Орда» (за роль Тайдулы) |
| Лучшая женская роль награду вручали Игорь Верник и Вадим Верник                   | • Анна Михалкова — «Кококо» (за роль Лизы) |
| Лучшая женская роль награду вручали Игорь Верник и Вадим Верник                   | • Яна Троянова — «Жить» (за роль «Гришки») |
| Лучшая женская роль награду вручали Игорь Верник и Вадим Верник                   | • Мария Шалаева — «Я буду рядом» (за роль Инны) |
| Лучшая мужская роль второго плана                                                 | • Андрей Панин (посмертно) — «Искупление» (за роль Фёдора) |
| Лучшая мужская роль второго плана                                                 | • Владимир Епифанцев — «За Маркса…» (за роль владельца завода) |
| Лучшая мужская роль второго плана                                                 | • Олег Табаков — «Поклонница» (за роль Николая Лейкина) |
| Лучшая женская роль второго плана                                                 | • Татьяна Друбич — «Последняя сказка Риты» (за роль Нади) |
| Лучшая женская роль второго плана                                                 | • Ольга Лапшина — «Жить» (за роль Галины Капустиной) |
| Лучшая женская роль второго плана                                                 | • Инга Стрелкова-Оболдина — «Дирижёр» (за роль Аллы) |
| Лучшая сценарная работа награду вручала Ирина Прохорова                           | • Юрий Арабов — «Фауст» |
| Лучшая сценарная работа награду вручала Ирина Прохорова                           | • Юрий Арабов — «Орда» |
| Лучшая сценарная работа награду вручала Ирина Прохорова                           | • Михаил Сегал — «Рассказы» |
| Лучшая музыка к фильму награду вручал Виктор Сухоруков                            | • Алексей Айги — «Орда» |
| Лучшая музыка к фильму награду вручал Виктор Сухоруков                            | • Эдуард Артемьев — «Искупление» |
| Лучшая музыка к фильму награду вручал Виктор Сухоруков                            | • Земфира Рамазанова — «Последняя сказка Риты» |
| Лучшая музыка к фильму награду вручал Виктор Сухоруков                            | • Андрей Сигле — «Фауст» |
| Лучшая операторская работа награду вручала Екатерина Мцитуридзе                   | • Юрий Райский — «Орда» |
| Лучшая операторская работа награду вручала Екатерина Мцитуридзе                   | • Брюно Дельбоннель — «Фауст» |
| Лучшая операторская работа награду вручала Екатерина Мцитуридзе                   | • Геннадий Карюк — «Искупление» |
| Лучшая операторская работа награду вручала Екатерина Мцитуридзе                   | • Олег Муту — «В тумане» |
| Лучшая работа звукорежиссёра награду вручала Тамара Гвердцители                   | • Максим Беловолов — «Орда» |
| Лучшая работа звукорежиссёра награду вручала Тамара Гвердцители                   | • Владимир Головницкий — «В тумане» |
| Лучшая работа звукорежиссёра награду вручала Тамара Гвердцители                   | • Гульсара Мукатаева — «Белый тигр» |
| Лучшая работа художника награду вручала Светлана Дружинина                        | • Сергей Февралёв — «Орда» |
| Лучшая работа художника награду вручала Светлана Дружинина                        | • Виктор Петров — «Шпион» |
| Лучшая работа художника награду вручала Светлана Дружинина                        | • Елена Жукова — «Фауст» |
| Лучшая работа художника по костюмам                                               | • Наталья Иванова — «Орда» |
| Лучшая работа художника по костюмам                                               | • Дмитрий Андреев и Владимир Никифоров — «Белый тигр» |
| Лучшая работа художника по костюмам                                               | • Лидия Крюкова — «Фауст» |
| Открытие года награду вручали Вячеслав Муругов и Агата Прилучная                  | • Алексей Андрианов (режиссёр) — «Шпион» |
| Открытие года награду вручали Вячеслав Муругов и Агата Прилучная                  | • Федот Львов (мужская роль второго плана) — «Орда» |
| Открытие года награду вручали Вячеслав Муругов и Агата Прилучная                  | • Владимир Свирский (мужская роль) — «В тумане» |